# Двойное (месторождение)
Месторождение Двойно́е — крупное коренное золото-серебряное месторождение в Чаунском районе на границе с Билибинским районом Чукотского АО России.

## Географическое положение
Расположено в 140 км юго-восточнее Билибино и в 330 км юго-западнее Певека и связано с ними сезонным автозимником. Ближайший населенный пункт — село Илирней.

## Геологическая характеристика
Месторождение Двойное находится на юго-восточном фланге Анюйской складчатой зоны, площадь рудного поля составляет около 20 км2. По металлогеническому районированию относится к Анюйской металлогенической зоне, Илирнейскому золоторудному узлу. Месторождение Двойное относится к золото-серебряному типу (отношение золота к серебру 1:2) малоглубинной золоторудной формации по классификации Н.В.Петровской и отнесено к 4-й группе сложности по классификации ГКЗ. Всего выявлено 13 рудных жильно-прожилковых зон.

### Состав руды
В составе рудного тела присутствуют кварц, адуляр, кальцит, а также эпидот, серицит, мусковит, хлорит, при этом суммарная доля рудных минералов в жилах не выше 1 %.
Основной примесью в золоте является серебро. Золото-серебряное соотношение колеблется в пределах 1:2.

### Запасы
Утверждённые запасы золота составляют 37 тонн, серебра — 94 тонны. Распределение золота и серебра в руде очень неравномерное, содержание золота достигает 3300 г/т (среднее значение — 12 г/т), серебра — 16300 г/т.

## История открытия и разработки
Месторождение «Двойное» было открыто в 1983 году геологами Анюйской ГРЭ. Промышленные содержания золота и серебра в кварцевых жилах установлены штуфным опробованием при заверке аномалии золота в потоках рассеяния геохимической съемки масштаба 1:200000.. Поисковые работы проводились с 1984 по 1988 гг., поисково-оценочные и разведочные работы продолжались до 1991 г. В 1993 году месторождение было передано для промышленной отработки. При передаче запасы золота месторождения составляли около 9 тонн.
Промышленная разработка месторождения началась с 1996 года компанией «Северное золото». Добыча осуществлялась открытым способом шесть месяцев в году с производительностью около 250 тонн руды в день. Максимальная добыча в сплаве Доре составила 492 кг в 1997 году.
С начала 2000-х в связи с исчерпанием запасов зоны 1, где были сосредоточены утверждённые запасы, была начата разведка фланговых участков (зоны 8, 37), в результате чего запасы месторождения увеличились в несколько раз.
В 2008 г. месторождение было куплено структурами Millhouse, которые провели основной объем разведочных работ на зоне 37 и защитили запасы в Государственной Комиссии по запасам.
В 2010 году месторождение приобрела корпорация Kinross Gold за $368 млн (вместе со смежной Водораздельной площадью), которая осуществила строительство нового рудника.

## Золотодобыча
Реконструированный рудник запущен 10 октября 2013 года, максимальная прогнозируемая производительность ожидается до 1 млн т руды в год. Добыча производится подземным способом. Доставка руды для дальнейшего обогащения будет осуществляться на золотоизвлекательную фабрику месторождения Купол, расположенного в 100 км южнее.